# Kaaimantaks
De Kaaimantaks of "doorkijkbelasting" is een inkomstenbelasting op buitenlandse laag- of niet belaste private vermogensstructuren. Het is de Belgische variant van de Nederlandse APV-wetgeving (afgezonderd particulier vermogen). De Kaaimantaks is van toepassing op inkomsten vanaf 1 januari 2015.
De Kaaimantaks ontleent zijn naam van de Kaaimaneilanden, een van de belangrijkste belastingparadijzen ter wereld.

## Meldingsplicht
Met ingang van het inkomstenjaar 2013 (aanslagjaar 2014) bestaat voor Belgische rijksinwoners reeds de meldingsplicht als er sprake is van betrokkenheid bij een laag- of niet belaste juridische constructie. Voor de beoordeling of er sprake is van dit soort constructie worden landenlijsten van "belastingparadijzen" gehanteerd.
Bij wetswijziging van 26 december 2015 is de meldingsplicht uitgebreid. Oprichters en 'derden begunstigden' zijn verplicht de volledige naam, de rechtsvorm en het adres van de juridische constructie te melden in de jaarlijkse aangifte in de personenbelasting. Is er sprake van een trust dan dienen tevens de naam en het adres van de beheerder gemeld te worden. De 'uitgebreide meldingsplicht' geldt vanaf het aanslagjaar 2016 (inkomstenjaar 2015).  
Bij de invoering van de meldingsplicht heeft de Belgische overheid de invoering van een 'doorkijkbelasting' of 'Kaaimantaks' reeds aangekondigd.

### Zwarte lijstEER-entiteiten
Bij KB van 28 augustus 2015 zijn in het kader van de transparantiewetgeving drie entiteiten vastgesteld met inwerkingtreding per 1 januari 2015. Dit besluit is opgeheven en vervangen door het KB van 18 december 2015, eveneens van toepassing vanaf 1 januari 2015. De lijst bevat de volgende in de EER gevestigde entiteiten:
- Instellingen, fondsen en vennootschappen wanneer de rechten door één persoon, of meerdere met elkaar verbonden personen worden aangehouden en als afzonderlijk compartiment worden beschouwd
- Buitenlandse vennootschappen met rechtspersoonlijkheid die niet belast zijn in België
- De volgende rechtspersonen:

1. Liechtenstein 'Stiftung'
2. Liechtenstein 'Anstalt'
3. Luxemburg 'Société de gestion Patrimoine Familiale'
4. Luxemburg 'Fondation Patrimoniale'